# نادي هارتلبول يونايتد
نادي هارتلبول يونايتد (بالإنجليزية: Hartlepool United Football Club )‏ هو فريق كرة قدم من مدينة هارتلبول في المملكة المتحدة، أُسس بتاريخ 1908، يلعب في دوري الدرجة الخامسة الإنجليزي، في Victoria Park (Hartlepool) ‏، يدرب النادي Craig Hignett ‏.

## وصلات خارجية
- صفحة بيانات نادي هارتلبول يونايتد على موقع كووورة، تاريخ الوصول: 24 سبتمبر 2018.
- الموقع الرسمي